# Casa Oswald (Madrid)
La Casa Oswald es un edificio residencial de Madrid, una de las obras más destacables de Matilde Ucelay. Se ubica en la urbanización Puerta de Hierro, entre las calles de Guisando y Turégano. 
El hecho de que Ucelay se licenciara tres días antes del golpe de Estado del general Franco, hizo que su nombre  apareciera en las listas de profesionales republicanos represaliados durante la posguerra y fuera apartada del ejercicio de la arquitectura durante cinco años. Eso hizo que tuviera que trabajar bajo la firma de otros amigos y que se ganara una clientela entre la colonia extranjera que habitaba en España.
En los años cincuenta la señora Oswald acudió al Colegio de Arquitectos de Madrid buscando una arquitecta para que le construyera una de sus casas, una de las seis casas que Matilde Ucelay diseñó y construyó para la familia Oswald. La Casa Oswald, se construyó en 1952, en la «calle de la Paja», Ciudad Puerta de Hierro, Madrid. El diseño de la casa se basó en la sencillez, el orden y un gran cuidado con los detalles.